# Tino Chrupalla

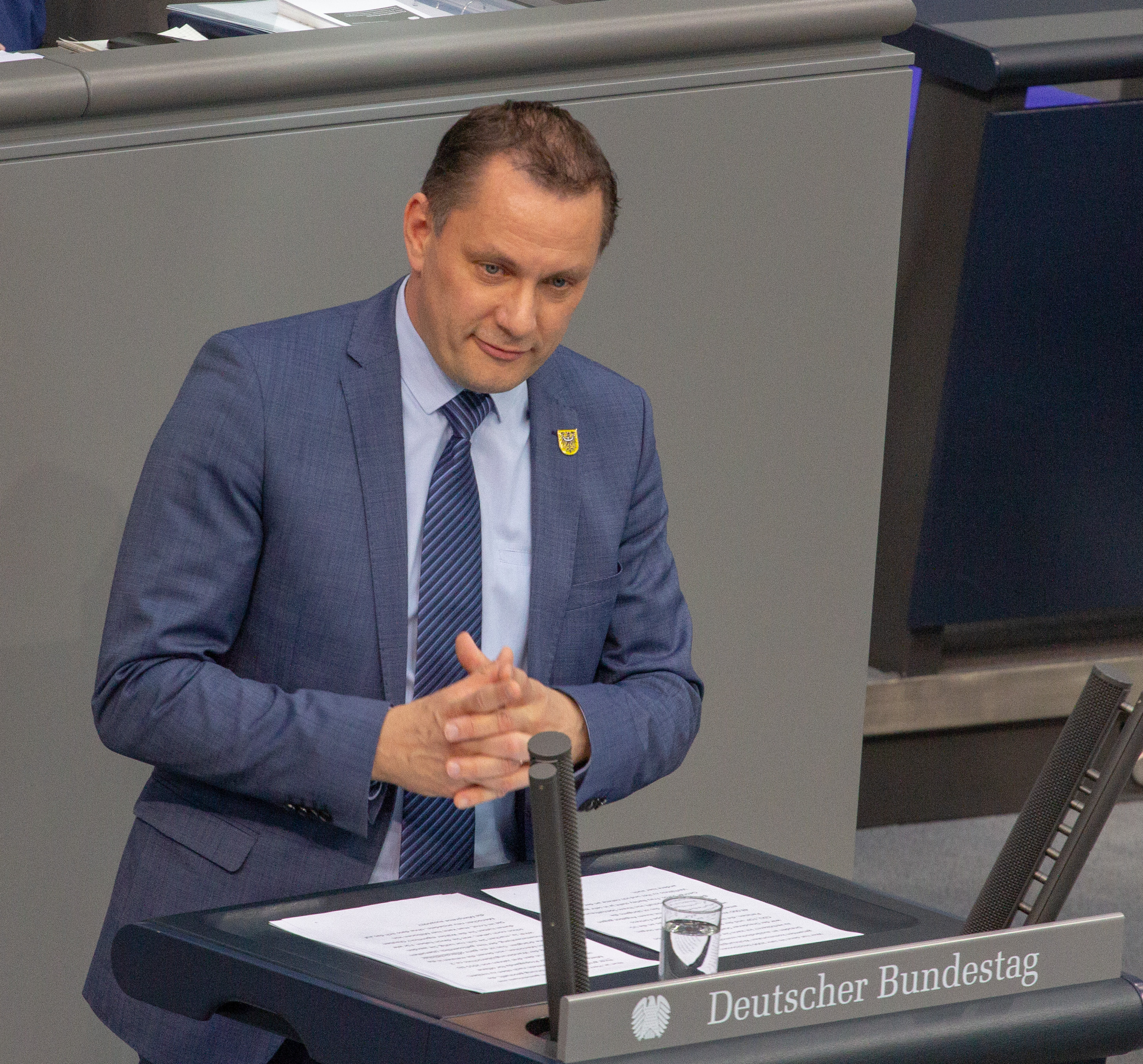
Chrupalla en 2019.

Tino Chrupalla (Weißwasser, Sajonia, Alemania; 14 de abril de 1975) es un político y empresario alemán, del partido Alternativa para Alemania. Es miembro del Bundestag desde 2017. En noviembre de 2019 fue propuesto por Alexander Gauland para reemplazarlo como copresidente de la AfD, posteriormente ganó la elección para ese puesto.
Chrupalla nació en 1975 en Weißwasser, en la antigua República Democrática Alemana, y aprobó su examen Meister (Meisterprüfung) como pintor y decorador de casas en 2003.

## Recorrido político
Tino Chrupalla se afilió en los años 90 a las Juventudes Demócratas Cristianas, vinculadas a la CDU. En 2015, se unió al partido de derecha Alternativa para Alemania (AfD) y ascendió rápidamente en sus filas. Derrotó al posterior ministro-presidente de Sajonia Michael Kretschmer (CDU) en el distrito electoral de Görlitz en las elecciones federales alemanas de 2017.
Considerado el protegido del politólogo estadounidense Steve Bannon, fue nombrado portavoz de la AfD en diciembre de 2019. Representante del ala dura del partido, cercana a Björn Höcke, pide sin embargo a los militantes que eviten un "lenguaje demasiado drástico" que impida la apertura "a nuevos electorados, especialmente a las mujeres". Sin embargo, la prensa señala que él mismo utilizó el término "Umvolkung" (transformación étnica), tomado del vocabulario nazi, para referirse a la inmigración.
En el congreso de la AfD de abril de 2021 criticó duramente al presidente del partido, Jörg Meuthen. La tensión fue tan elevada que se pensó que podría provocar una escisión.
Desde 2017 hasta 2021 fue uno de los cinco vicepresidentes del grupo parlamentario federal de la AfD.
Al iniciarse una nueva legislatura en 2021, fue elegido presidente del grupo parlamentario de la AfD junto a la ya titular Alice Weidel.
En 2022 fue reelegido como presidente del partido, esta vez junto a Weidel.